# Emily Wants to Play
『Emily Wants To Play』(エミリー・ウォンツ・トゥ・プレイ)はインディー開発者のショーン・ヒッチコック(Shawn Hitchcock)が制作したサバイバルホラービデオゲーム。本作は2015年12月10日にMicrosoft WindowsとOS Xで発売された。その後2016年1月31日にiOSとAndroid、2016年8月9日にPlayStation 4、2016年9月9日にXbox One向けにも発売された。Emily Wants to Playは2016年8月25日にHTC ViveまたはOculus Riftを使用したバーチャルリアリティでのプレイに対応した。日本では日本一ソフトウェアが2017年2月9日にPlayStation 4用ダウンロード専用ソフトとして本作を配信している。
プレイヤーはエミリーという名の少女と彼女の三体の人形によって家に閉じ込められたピザ配達人の役割を担う。ゲームの各レベルは午後11時から午前6時までの夜の各時間で表される。これらのレベルでは複数の人形が一度に出現し、後半のレベルではエミリー本人も登場する。プレイヤーは夜を生き延びるためにエミリーと彼女の人形への対処法を学ばなければならない。

## ゲームプレイ
本作はプレイヤーが操作するピザ配達人が最後の配達先の家に足を踏み入れた時から始まる。配達人が家に入ると玄関の扉が閉まりロックされる(エミリーがドアの前に一瞬現れることから恐らく彼女によって)ため外に出られなくなったプレイヤーはその後午後11時から朝の午前6時までの間家の中で生き抜かなければならない。ゲームの各時間は新たなレベルとなっている。プレイヤーは家の内部に閉じ込められた理由についての手がかりを探して自由に屋内を探索することができ、各所にはストーリー要素を含んだ様々なノート及び音声記録が散らばっている。一定時間が経過すると時間が変わり、新たなゲームプレイ要素(人形またはエミリーの形で)が追加される。プレイヤーはその後各時間(6分間)を生き延びるために各人形とエミリー自身への対処方法を理解しなければならない。もし人形やエミリーがjump scare(驚かし)の形で攻撃した場合プレイヤーは負けてゲームオーバーとなり、直近の時間の初めから再スタートとなる。ノートやキッチンのホワイトボードには人形が現れた時の対処法を知る手助けとなる様々な手がかりが書かれている(しかし、ホワイトボードに書かれたものは通常プレイヤーを騙すための嘘である)。各人形の構造及びエミリーのゲームはお互いの上に構築されている。プレイヤーは生き延びるために走ったり、留まったり、特定の方向を向かなければならないかもしれない。最終レベルではプレイヤーはこれらの要素を全て組み合わせて生き残らなければならない。

## プロット
転居の準備をしていた2人が一ヶ月前に彼らの家のリビングルームで遺体で発見された。恐らく死亡し亡霊となった少女エミリーによってオンラインのピザ配達サービスを利用してピザが注文され、ピザ配達人は注文品を届けるために家を訪れた。注文の詳細にはドアは開いていて入るようにと説明されており、配達人が中へ入るとドアが閉まり後ろでロックがかけられた。家に滞在中に配達人はエミリーと三体の生きている人形(キキ、ミスター・タターズ、チェスター)に遭遇した。彼らはいないいないばあ、だるまさんがころんだ、鬼ごっこ、かくれんぼなどの様々な子供の遊びを彼と遊びたがっていた。キッチンのホワイトボードには彼が生き残るためにやるべきことの反対のことが書いてある。配達人がゲームを正しくプレイし午後11時から午前6時まで生き延びたらエミリーと人形たちは彼を自由にする。配達人が最終的に脱出した時、警察が家を調べるために戻ってきていた。ニュース報道ではピザ配達人は現在精神医学的評価を受けているが、彼の説明に合致する人形が回収されたと報じられた。
家にあったノートによれば、エミリーは地下室で人形を見つけた元気のない少女だった。彼女は人形を友達とみなしていたが、彼女の両親は彼女の元から人形を離れさせたがっていた。残されていた音声記録はエミリーの母親によるものとみられ、彼女自身のうつ状態を改善するために記録されていた。音声記録ではここに移住してからエミリーは奇妙なふるまいをするようになり恐らく新居が気にいらなかったからだと説明していた。エミリーは不安定で暴力的な行動の兆候を示しており、学校で他の子供を傷つけ、両親が彼女に買ってあげていた犬を殺すようになった。このため両親は彼女を家に留め置くと決め地下室に彼女を閉じ込めた。この間にエミリーは人形を見つけさらに奇妙な出来事が起こり始めた。人形が独りでに家の周辺の別の場所に現れ、エミリーは自分の部屋の床に小さな子供では不可能なほどの巨大な穴を開けていた。ある日エミリーが地下室で遺体で見つかったことで、両親が転居する動機となった。
サブプロットの可能性へのヒントも存在する。壊れたWindowsコンピュータの下にあるいくつかのノートに「Join Us」「We Are One」といったフレーズが書かれているのを見ることができ、地下室での音声記録の最後でも聞こえる。あるノートの裏にはエミリーと彼女の人形達のように見えるものの後ろに奇妙な図が描かれていた。
雑音が多いテレビで流れていたニュース音声は一ヶ月前に転居の準備をしていた夫婦が殺害されたと説明していた。これはおそらくエミリーの両親のことで、転居する前に殺害されていた。犯人はエミリーか彼女の人形の一体である可能性があった。

### Emily wants to play too
『Emily wants to play too』は、大規模なパーティーが終わった後の主人公のアパートで始まり、主人公は午後4時までに「Timmy Thom's Fast Sandwiches」で仕事を始めなければならなかった。この時点では午前6時であったので、主人公はその時間までに休むことにした。主人公が眠っている間、彼はエミリーと彼女の人形に遭遇した以前の眠りの中で彼が持っているのと同じ悪夢を持っているようだった。彼ははっきりと目を覚ますと、シャワーを浴びて食器を洗った後にCentral Evidenceとして知られる研究施設にサンドイッチの注文を届けに行った。午後7時に到着した彼は閉じ込められ、ドアが閉まる前に部屋の中にいたチェスターが何らかの儀式を行っているのを見て、後でキキが同様の儀式でMax Steelwellに命を与えているのを目撃した。彼は最初に4つのエリアレベルへのアクセスを得るためにキーカードを発見し、脱出することができるようになる午前7時までエミリーと彼女の人形から生き残らなければならない。その時間になると彼らは証拠を破壊するために建物内に火を放ち、建物内にあったすべての消火器を没収したため、彼は脱出を余儀なくされる。
建物内のホワイトボードにはプレイヤーの手助けとなるヒントが書かれているが、一部のホワイトボードにはプレイヤーを騙すための嘘が書かれている。
本作では前作に登場したエミリーと三体の人形に加えて、3体の新たな人形のWeasl、Max Steelwell（実際は店のマネキンに変装した男）、Gretaが登場する。建物内で見つかる新聞記事ではエミリーと6体の人形の背景を説明しており、彼女らが悪の存在に憑依されていることを示唆している（キキ、ミスター・タターズ、チェスターの元の所有者であるVult Ludereという名の人形遣いの亡霊だと推定されている）。
本作では二つの代替エンディングが存在する。一つ目はプレイヤーのアパートでの午前7時エリアで達成可能である。プレイヤーが電気を消すと彼は怖がり始め、一分以上そのままでいると人形達が彼の周りに集まっていることを示唆する音が暗闇から聞こえてくる。最後に、地元の記事で主人公が彼のアパートでつまずいて頭に致命的な怪我を負ったため死亡したと報じた。二番目は彼が最初にCentral Evidenceに来た際に達成することができ、チェスターが何かの魔法を行っているのを見た彼は恐怖の余り建物内から逃げ出した。警察は彼をCentral Evidenceを破壊した火災の実行犯だと見なし彼を拘留した。また、彼は注文を配達しなかったことで仕事を解雇された。
その後、Central Evidenceでの事故と人形を明らかにする記事がパソコン画面上に映し出され、その記事を読んでいた男が第1作のピザの配達人であることがほのめかされ、彼は「あの家に戻るべきだ」と言った。
クレジットが流れている際に、エミリーと彼女の人形が背の高い人間（おそらく新聞に記載された存在）を向いているシーンが流れ、その存在は彼女をもう解放しないと伝え、「彼らは1つ（they are one）」と言った。

## 開発
開発者のヒッチコックはEmily Wants To PlayがPlayStation 4とXbox Oneで発売予定であることを明らかにし、またVRプレイ対応のためのアップデートの実施、本作の続編の制作を行うことも発表した。2017年12月14日に本作の続編となる『Emily Wants to Play Too』がWindows (Steam)向けにリリースされた。